# Amieira (Oleiros)
Amieira ist ein Ort und eine ehemalige Gemeinde (Freguesia) im portugiesischen Kreis Oleiros. Die Gemeinde hatte 115 Einwohner (Stand 30. Juni 2011).
Am 29. September 2013 wurden die Gemeinden Amieira und Oleiros zur neuen Gemeinde Oleiros — Amieira zusammengeschlossen.